# Радев, Петр
Петр Радев (болг. Петър Радев, родился 6 июля 1948 года) — болгарский хоккеист, игравший на позиции вратаря. Выступал за софийские клубы «Левски-Спартак» и ЦСКА. В составе сборной Болгарии — участник Зимних Олимпийских игр 1976 года, провёл 5 игр на Олимпиаде в групповом этапе и один квалификационный матч (все Болгария проиграла). В первом матче против Австрии (2:6) заработал 2 штрафные минуты (11:27), в игре против Швейцарии (3:8) после пяти пропущенных шайб покинул ворота и уступил в них место Атанасу Илиеву. Участник чемпионатов мира в группе B в 1971 и 1976 годах, а также чемпионатов мира в группе C в 1972, 1973, 1974, 1977, 1978 годах. Неоднократный чемпион страны.